# Abdul Hakim Sani Brown
Abdul Hakim Sani Brown (Kitakyūshū, 6 marzo 1999) è un velocista giapponese, medaglia di bronzo mondiale nella staffetta 4×100 metri a Doha 2019.
A livello giovanile è stato medaglia d'oro nei 100 metri piani e nei 200 metri piani ai Mondiali allievi di Cali 2015.

## Biografia
Sani Brown nasce a Kitakyūshū, in Giappone, da madre giapponese e padre ghanese, prima che i genitori tornassero a Tokyo. Il suo cognome, Sani, sta per "Sunny".
È stato il più giovane atleta ad esser stato iscritto nei 200 m di un campionato mondiale (Pechino 2015). Nella manifestazione supera le batterie, ma non riesce ad accedere alla finale.
A soli 18 anni si qualifica per la finale dei 200 metri ai mondiali di Londra 2017, arrivando settimo.

## Progressione

### 100 metri piani
| Stagione | Tempo | Luogo       | Data      | Rank. Mond. |
| -------- | ----- | ----------- | --------- | ----------- |
| 2023     | 9"97  | Budapest    | 20-8-2023 |             |
| 2022     | 9"98  | Eugene      | 15-7-2022 |             |
| 2021     | 10"29 | Osaka       | 24-6-2021 |             |
| 2019     | 9"97  | Austin      | 7-6-2019  |             |
| 2018     | 10"46 | Gainesville | 30-3-2018 |             |
| 2017     | 10"05 | Londra      | 4-8-2017  | 28º         |
| 2017     | 10"05 | Osaka       | 24-6-2017 | 28º         |
| 2016     | 10"22 | Shanghai    | 14-5-2016 | 166º        |
| 2015     | 10"28 | Cali        | 15-7-2015 | 191º        |
| 2014     | 10"45 | Isahaya     | 19-8-2014 |             |

## Palmarès
| Anno | Manifestazione   | Sede      | Evento      | Risultato  | Prestazione | Note                                     |
| ---- | ---------------- | --------- | ----------- | ---------- | ----------- | ---------------------------------------- |
| 2015 | Mondiali allievi | Cali      | 100 m piani | Oro        | 10"28       | Record dei campionati                    |
| 2015 | Mondiali allievi | Cali      | 200 m piani | Oro        | 20"34       | Record dei campionati                    |
| 2015 | Mondiali         | Pechino   | 200 m piani | Semifinale | 20"47       |                                          |
| 2017 | Mondiali         | Londra    | 100 m piani | Semifinale | 10"28       |                                          |
| 2017 | Mondiali         | Londra    | 200 m piani | 7º         | 20"63       |                                          |
| 2019 | Mondiali         | Doha      | 100 m piani | Semifinale | 10"15       |                                          |
| 2019 | Mondiali         | Doha      | 4×100 m     | Bronzo     | 37"43       | Record asiatico                          |
| 2021 | Giochi olimpici  | Tokyo     | 200 m piani | Batteria   | 21"41       | Miglior prestazione personale stagionale |
| 2022 | Mondiali         | Eugene    | 100 m piani | 7º         | 10"06       |                                          |
| 2023 | Mondiali         | Budapest  | 100 m piani | 6º         | 10"04       |                                          |
| 2023 | Mondiali         | Budapest  | 4x100 m     | 5º         | 37"83       |                                          |
| 2024 | World Relays     | Nassau    | 4×100 m     | 4º         | 38"45       |                                          |
| 2024 | Giochi olimpici  | Parigi    | 100 m piani | Semifinale | 9"96        | Miglior prestazione personale            |
| 2024 | Giochi olimpici  | Parigi    | 4×100 m     | 5º         | 37"78       |                                          |
| 2025 | World Relays     | Guangzhou | 4x100 m     | 4º         | 38"17       |                                          |

## Riconoscimenti
- Atleta mondiale emergente dell'anno (2015)